# Charidiplosis concinna
Charidiplosis concinna är en tvåvingeart som beskrevs av Tavares 1918. Charidiplosis concinna ingår i släktet Charidiplosis och familjen gallmyggor. Inga underarter finns listade i Catalogue of Life.